# Línea 19 (Córdoba)
La Línea 19 es una línea de transporte urbano de pasajeros de la ciudad de Córdoba, Argentina. El servicio está actualmente operado por la empresa Coniferal.
Anteriormente el servicio de la línea 19 era denominada como N3 siendo un ramal de la línea 13 hacia Alto Hermoso desde 2002 y operada por Coniferal hasta que el 1 de marzo de 2014 por la implementación del nuevo sistema de transporte el N3 pasar a denominarse  como 19 siendo un solo ramal.

## Recorrido
Servicio diurno y nocturno.
IDA: Novillo Saravia antes de Valparaíso- por Saravia - De la Industria  - Nores Martínez -  Cruza FFCC  - N. Martínez (80 m)- a la izq. por colectora -Cruz Roja Argentina - M. López – M. Allende- H. de la Torre – Valparaíso - H. Irigoyen - Túnel Plaza España - Chacabuco (por la izq.) - Bv. Illia - Bv. San Juan - Corro - Fragueiro - Hto Primo - Avellaneda - C. Barros - Caraffa - O. Pinto - R. Núñez - Nudo Vial - R. Martinoli - Torriceli - J. Joule - T. Brahe - Avogadro - Neper - R. Martinoli - M. De Falla -  Eguía Zanón- (comienza vta. redonda)
REGRESO: (comienza vta. redonda) E. Zanón (cruza el puente)- Rotonda a la Izquierda- Molino de Torres hasta el final, rotonda a la derecha, Av. Los Álamos- (derecha) R. Santos -Eguía Zanón hasta antes de rotonda (fin Vta. Redonda) cruza Puente por E. Zanón- M. de Falla - Recta Martinoli - Av Gauss - Berzeliuz - Papin - Laplace - Nudo Vial - R. Núñez - O. Pinto - Caraffa - Castro Barros - Avellaneda - Av. Colon - Gral Paz - V. Sarsfield - H. Irigoyen - Plaza España - H. Irigoyen – Valparaíso – Haya de la Torre - M. Allende- M. López - Cruz Roja Argentina - Cruza FFCC- Valparaíso- ingresa al Predio.